# T.50
T.50 je doporučení Mezinárodní telekomunikační unie (nyní CCITT), které definuje Mezinárodní referenční abecedu (anglicky International Reference Alphabet, IRA), před verzí z roku 1992 nazývanou Mezinárodní abeceda č. 5, (anglicky International Alphabet No. 5, IA5). Jedná se o sedmibitové kódování znaků odvozené z kódu ASCII s možností vytvářet národní varianty.
Kódování má Mezinárodní referenční verzi (anglicky International Reference Version, IRV), která je v poslední verzi T.50 z roku 1992 identická s kódováním ASCII z roku 1967.
Prakticky stejné kódování jako T.50 definují normy Mezinárodní organizace pro normalizaci ISO/IEC 646 a Ecma International ECMA-6.

## Historie
Pětibitová Mezinárodní telegrafní abeceda č. 2 (MTA-2, anglicky International Telegraph Alphabet No. 2, ITA-2) podle doporučení CCITT S.1 přestávala okolo roku 1960 stačit vývoji telekomunikačních potřeb a počítačů. Pro aplikace, pro které MTA-2 nevyhovovala, byl navržen nový standard používající sedmibitové kódy vycházející z kódu ASCII. Standard umožňoval vytváření národních a aplikačních variant kódování, zároveň však stanovil, které znaky musí být v kódování nezměněné. Na základě doporučení V.3, T.50, standardu ECMA-6, případně ISO/IEC 646 byly vytvořeny asi dvě desítky národních standardů sedmibitových kódování.
V 80. let dvacátého století začalo převažovat použití osmibitových kódování, která zpravidla měla kódy 0-127 identické s ASCII. Od roku 1987 je vyvíjeno univerzální kódování Unicode/ISO/IEC 10646, které používalo zpočátku 16 příp. 31bitové, po sjednocení 21bitové kódy, a jehož prvních 128 znaků je opět identických s kódem ASCII.
Původní mezinárodní referenční verze (IRV) definovaná v doporučení T.50 (resp. V.3) se lišila od kódování ASCII v kódech 36 a 126; na místě znaku dolar byl znak měny a na místě znaku vlnovka (tilda) znak nadtržítko.
V poslední verzi T.50 z roku 1992 a ISO/IEC 646 z roku 1991 byla mezinárodní referenční verze změněna, aby byla také identická s ASCII.
Platí následující korespondence mezi standardy:
| Starší verze     | Nová verze       |
| ---------------- | ---------------- |
| T.50 1988        | T.50 1992        |
| ISO/IEC 646:1988 | ISO/IEC 646:1991 |
| ECMA-6 1983      | ECMA-6 1991      |

## Verze standardu
Standardy definující Mezinárodní referenční abecedu (IRA), resp. Mezinárodní abecedu č. 5 (IA5):
- CCITT V.3 (10/1976), International Alphabet No. 5, IA5 nahrazený (anglicky superseded) novější verzí
- CCITT V.3 (11/1980), nahrazený novější verzí
- CCITT T.50 (10/1984), nahrazený novější verzí
- CCITT T.50 (11/1988), nahrazený novější verzí, definuje kódování identické (anglicky twinned) s ISO/IEC 646:1988.
- ITU-T T.50 (09/1992), International Reference Alphabet, aktuálně platný, definuje kódování identické s ISO/IEC 646:1991.

## Terminologie a značení
Doporučení T.50 používá pro jednotlivé bity kódů označení b7 (nejvýznamnější bit s váhou 64) až b1 (nejméně významný bit s váhou 1) a pro kódy znaků zápis x/y, kde x je hodnota bitů b7 až b5 a y hodnota bitů b4 až b1; při obvyklém číslování má tedy znak označovaný x/y kód 16 . x + y.
Znaková sada je rozdělena na:
- Oblast řídicích znaků C0 (anglicky C0 control character set) s kódy 0-31, resp. 0/0 až 1/15
- Znak mezera (anglicky SPACE graphic character, SP) s kódem 32, resp. 2/0
- Oblast tisknutelných znaků G0 (anglicky G0 graphic character set) s kódy 33-126, resp. 2/1 až 7/14
- Znak delete (anglicky DELETE character, DEL) s kódem 127, resp. 7/15

Prostor G0 je dále rozdělen takto:
- Znaky s kódy 33, 34, 37-63, 90, 105 a 97-122 (podle standardu 2/1, 2/2, 2/5 až 3/15, 4/1 až 5/10, 5/15 a 6/1 až 7/10) jsou neměnné (anglicky unique graphic characters).
- Znaku s kódem 35, resp. 2/3 může být přiřazen symbol libry (anglicky pound sign) nebo čísla (anglicky number sign), znaku s kódem 36, resp. 2/4 symbol dolar (anglicky dollar sign) nebo znak měny (anglicky currency sign) – jedná se o alternativní znaky (anglicky alternative graphic characters).
- Zbývajících 10 kódů nemá přiřazeny konkrétní grafické znaky a jsou určeny pro národní nebo aplikační použití.

Standard připouští vytváření složených znaků (anglicky composite graphic characters) pomocí přetisku, kterého se dosáhne použitím BACKSPACE nebo CARRIAGE RETURN a uvádí příklady vytvoření symbolu „není rovno“ přetiskem lomítka a znaku rovná se a vytváření akcentovaných znaků pomocí posloupnosti znak, BACKSPACE a jeden ze symbolů " ' a ,.
IRV je v posledním vydání z roku 1992 shodná s ASCII, ve vydání z roku 1988 je kódu 2/4 přiřazen znak měny (anglicky currency sign) (místo znaku dolar) a kód 7/14 má popis tilde, overline s obrázkem znaku nadtržítko (místo znaku vlnovka – anglicky tilde).

## Základní tabulka
|     | _0          | _1          | _2          | _3          | _4          | _5          | _6          | _7          | _8          | _9         | _A          | _B          | _C         | _D         | _E         | _F           |
| 0/_ | NUL 0000 0  | SOH 0001 1  | STX 0002 2  | ETX 0003 3  | EOT 0004 4  | ENQ 0005 5  | ACK 0006 6  | BEL 0007 7  | BS 0008 8   | HT 0009 9  | LF 000A 10  | VT 000B 11  | FF 000C 12 | CR 000D 13 | SO 000E 14 | SI 000F 15   |
| 1/_ | DLE 0010 16 | DC1 0011 17 | DC2 0012 18 | DC3 0013 19 | DC4 0014 20 | NAK 0015 21 | SYN 0016 22 | ETB 0017 23 | CAN 0018 24 | EM 0019 25 | SUB 001A 26 | ESC 001B 27 | FS 001C 28 | GS 001D 29 | RS 001E 30 | US 001F 31   |
| 2/_ | SP 0020 32  | ! 0021 33   | " 0022 34   | 35          | 36          | % 0025 37   | & 0026 38   | ' 0027 39   | ( 0028 40   | ) 0029 41  | * 002A 42   | + 002B 43   | , 002C 44  | - 002D 45  | . 002E 46  | / 002F 47    |
| 3/_ | 0 0030 48   | 1 0031 49   | 2 0032 50   | 3 0033 51   | 4 0034 52   | 5 0035 53   | 6 0036 54   | 7 0037 55   | 8 0038 56   | 9 0039 57  | : 003A 58   | ; 003B 59   | < 003C 60  | = 003D 61  | > 003E 62  | ? 003F 63    |
| 4/_ | 64          | A 0041 65   | B 0042 66   | C 0043 67   | D 0044 68   | E 0045 69   | F 0046 70   | G 0047 71   | H 0048 72   | I 0049 73  | J 004A 74   | K 004B 75   | L 004C 76  | M 004D 77  | N 004E 78  | O 004F 79    |
| 5/_ | P 0050 80   | Q 0051 81   | R 0052 82   | S 0053 83   | T 0054 84   | U 0055 85   | V 0056 86   | W 0057 87   | X 0058 88   | Y 0059 89  | Z 005A 90   | 91          | 92         | 93         | 94         | _ 005F 95    |
| 6/_ | 96          | a 0061 97   | b 0062 98   | c 0063 99   | d 0064 100  | e 0065 101  | f 0066 102  | g 0067 103  | h 0068 104  | i 0069 105 | j 006A 106  | k 006B 107  | l 006C 108 | m 006D 109 | n 006E 110 | o 006F 111   |
| 7/_ | p 0070 112  | q 0071 113  | r 0072 114  | s 0073 115  | t 0074 116  | u 0075 117  | v 0076 118  | w 0077 119  | x 0078 120  | y 0079 121 | z 007A 122  | 123         | 124        | 125        | 126        | DEL 007F 127 |

## Národní varianty
Následující tabulka shrnuje rozdíly mezi IRV z roku 1992 a staršími verzemi IRV, ASCII a dalšími národními variantami IRA:
| Kód desítkově    | Kód desítkově    | Kód desítkově    | 35   | 36   | 64   | 91   | 92   | 93   | 94   | 96   | 123  | 124  | 125  | 126  |
| Kód šestnáctkově | Kód šestnáctkově | Kód šestnáctkově | 0x23 | 0x24 | 0x40 | 0x5B | 0x5C | 0x5D | 0x5E | 0x60 | 0x7B | 0x7C | 0x7D | 0x7E |
| Země             | Norma            | .la              | 2/3  | 2/4  | 4/0  | 5/11 | 5/12 | 5/13 | 5/14 | 6/0  | 7/11 | 7/12 | 7/13 | 7/14 |
| ---------------- | ---------------- | ---------------- | ---- | ---- | ---- | ---- | ---- | ---- | ---- | ---- | ---- | ---- | ---- | ---- |
| mezinárodní      | ISO 646:1991 IRV | ISO              | #    | $    | @    | [    | \    | ]    | ˆ    | `    | {    | ¦    | }    | ˜    |
| mezinárodní      | ISO 646:1988 IRV | ISO              | #    | ¤    | @    | [    | \    | ]    | ˆ    | `    | {    | ¦    | }    | ¯    |
| USA              | X3.4-1968        | US               | #    | $    | @    | [    | \    | ]    | ˆ    | `    | {    | ¦    | }    | ˜    |
| Británie         | BS 4730          | GB               | £    | $    | @    | [    | \    | ]    | ˆ    | `    | {    | ¦    | }    | ¯    |
| Japonsko         | JIS C 6229       | JP               | #    | $    | @    | [    | ¥    | ]    | ˆ    | `    | {    | ¦    | }    | ¯    |
| Čína             | GB 1988-80       | CN               | #    | ¥    | @    | [    | \    | ]    | ˆ    | `    | {    | ¦    | }    | ¯    |
| Dánsko           | DS 2089          | DK               | #    | $    | @    | Æ    | Ø    | Å    | ˆ    | `    | æ    | ø    | å    | ˜    |
| Norsko           | NS 4551-1        | NO               | #    | $    | @    | Æ    | Ø    | Å    | ˆ    | `    | æ    | ø    | å    | ¯    |
| Norsko           | NS 4551-2        | NO2              | §    | $    | @    | Æ    | Ø    | Å    | ˆ    | `    | æ    | ø    | å    | ¦    |
| Finsko           |                  | FI               | #    | $    | @    | Ä    | Ö    | Å    | ˆ    | `    | ä    | ö    | å    | ˜    |
| Švédsko          | SEN 850200 B     | SE               | #    | ¤    | @    | Ä    | Ö    | Å    | Ü    | `    | ä    | ö    | å    | ¯    |
| Švédsko          | SEN 850200 C     | SE2              | #    | ¤    | É    | Ä    | Ö    | Å    | Ü    | é    | ä    | ö    | å    | ü    |
| Německo          | DIN 66 003       | DE               | #    | $    | §    | Ä    | Ö    | Ü    | ˆ    | `    | ä    | ö    | ü    | ß    |
| Maďarsko         | MSZ 7795/3       | HU               | #    | ¤    | Á    | É    | Ö    | Ü    | ˆ    | á    | é    | ö    | ü    | ˝    |
| Francie          | NF Z 62-010      | FR               | £    | $    | à    | °    | ç    | §    | ˆ    | µ    | é    | ù    | è    | ¨    |
| Itálie           |                  | IT               | £    | $    | §    | °    | ç    | é    | ˆ    | ù    | à    | ò    | è    | ì    |
| Španělsko        |                  | ES               | £    | $    | §    | ¡    | Ñ    | ¿    | ˆ    | `    | °    | ñ    | ç    | ˜    |
| Španělsko        |                  | ES2              | #    | $    | •    | ¡    | Ñ    | Ç    | ¿    | `    | ´    | ñ    | ç    | ¨    |
| Portugalsko      |                  | PT               | #    | $    | §    | Ã    | Ç    | Õ    | ˆ    | `    | ã    | ç    | õ    | °    |
| Portugalsko      |                  | PT2              | #    | $    | ´    | Ã    | Ç    | Õ    | ˆ    | `    | ã    | ç    | õ    | ˜    |

## Použití
Označení IRA/IA5 se používá v telekomunikacích pro 7bitové národní abecedy odvozené z kódu ASCII, případně pouze jako synonymum kódu ASCII; na IRA/IA5 se odkazují jiné standardy jako například RFC3966 a RFC 3939. Kódování také používají některé analogové modemy například firmy Cisco.